# Elaine Wynn
Elaine Farrell Wynn (Nueva York, 28 de abril de 1942-Los Ángeles, 14 de abril de 2025) fue una empresaria multimillonaria, coleccionista de arte, filántropa y reformadora de la educación estadounidense. Fue cofundadora de Mirage Resorts y Wynn Resorts con su exmarido, Steve Wynn.
Wynn sirvió en la Junta de Educación del Estado de Nevada desde 2012 hasta 2020 y fue presidente de la junta en 2015 y 2017. Fue miembro de la junta nacional de Comunidades en Escuelas desde 1999 hasta su muerte.

## Biografía
Elaine Pascal nació en una familia judía de clase media el 28 de abril de 1942, en la ciudad de Nueva York. Su padre era vendedor de paquetes de hoteles y su madre, ama de casa. Pasó parte de su juventud en Miami Beach, Florida.
Asistió a la Universidad George Washington y se especializó en ciencias políticas. Mientras estaba en la universidad, tuvo una cita a ciegas con Steve Wynn, quien acababa de graduarse de la Universidad de Pensilvania. Al final de su tercer año, la pareja se casó. Pascal se graduó nuevamente de su alma mater en artes en 1964.

## Carrera empresarial
Wynn cofundó Mirage Resorts con su entonces marido en 1976. También cofundaron Wynn Resorts en 2000. Fue miembro de la junta directiva de ambas franquicias. Desempeñó un papel fundamental en el resurgimiento y la expansión del Strip de Las Vegas con su marido. En 2015, se postuló a sí misma para la junta directiva, pero no fue confirmada.
Wynn era la mayor accionista de la compañía, con una participación del 9% valorada en mayo de 2018 en casi 2 mil millones de dólares. En 2018, después de las acusaciones por acoso sexual hacia Steve Wynn por parte de varios empleados, y los pagos para encubrir los casos que se mantuvieron en secreto ante la junta directiva, vendió su participación del 12% de la empresa y acordó devolver los derechos de voto a Elaine Wynn (que ella había cedido durante su acuerdo de divorcio de 2010). 
En junio de 2018, Wynn lideró con éxito una campaña de representación de accionistas para remover a John Hagenbuch del directorio, debido a conflicto de intereses creado por vínculos con el ex director ejecutivo de la compañía.
Al momento de su muerte, Wynn todavía poseía casi el 9% de las acciones de Wynn Resorts. Sin embargo, como resultado de compras recientes, la mayoría de las acciones de Wynn Resorts ahora eran propiedad del inversor con sede en Houston, Tilman Fertitta.

## Vida personal y muerte
Se casó con el empresario Steve Wynn en 1963. Se divorciaron en 1986, se volvieron a casar en 1991 y se divorciaron nuevamente en 2010. Wynn residía en la mansión de la pareja dentro del Southern Highlands Golf Club.
Tuvieron dos hijas, Kevyn y Gillian. Kevyn fue secuestrado en 1993 y Wynn pagó 1,45 millones de dólares en rescate para su regreso sano y salvo. Los secuestradores fueron detenidos cuando uno de ellos intentó comprar un Ferrari en Newport Beach, California, con dinero en efectivo. Kevyn fue encontrado ileso varias horas después.
Era una ávida coleccionista de arte. En 2013, adquirió Tres estudios de Lucian Freud de Francis Bacon por 142,4 millones de dólares y lo prestó al Museo de Arte de Portland . 
Elaine Wynn murió en su casa de Los Ángeles por insuficiencia cardíaca el 14 de abril de 2025, a los 82 años de edad. 